# Cymo
Cymo is een geslacht van kreeftachtigen uit de klasse van de Malacostraca (hogere kreeftachtigen).

## Soorten
- Cymo andreossyi (Audouin, 1826)
- Cymo barunae Ho & Ng, 2005
- Cymo cerasma Morgan, 1990
- Cymo deplanatus A. Milne-Edwards, 1873
- Cymo lanatopodus Galil & Vannini, 1990
- Cymo melanodactylus Dana, 1852
- Cymo quadrilobatus Miers, 1884
- Cymo tuberculatus Ortmann, 1893